# Aloeides lutescens
Aloeides lutescens és una espècie de lepidòpter papilionoïdeu de la família dels licènids (Lycaenidae). És endèmica de Sud-àfrica, on és coneguda per les planícies sorrenques al llarg del riu Breede a la zona de Worcester i Robertson Karoo, al Cap Occidental.
L'envergadura de les ales és de 25 a 28 mm per als mascles i de 27 a 33 mm per a les femelles. Els adults estan estant volant de setembre a desembre i de nou de gener a març en dues generacions per any.
Les larves probablement s'alimenten d'espècies d'Aspalathus.